# Сулейманов, Умар-Хажа
Умар-Хажа Сулейманов (род. 3 октября 1993) — российский дзюдоист, призёр чемпионата России, обладатель Кубка России 2016 года, обладатель Кубка Европы 2014 года, мастер спорта России. Тренировался под руководством Ибрагима Бахаева и Р. А. Бетигова. Представляет клуб «Динамо» (Грозный). Выступает в полусредней весовой категории (до 81 кг). Живёт в Грозном.

## Спортивные достижения
- Кубок губернатора Киевской области 2011 — ;
- Первенство России по дзюдо среди молодёжи 2014 — ;
- Чемпионат России по дзюдо 2015 — ;
- Кубок России по дзюдо 2016 — ;

### Этапы Кубка Европы
- Оренбург, 2012 год — ;
- Оренбург, 2014 год — ;
- Подчертрек, 2014 год — ;
- Малага, 2014 год — ;
- Дубровник, 2015 год — .